# Mont-Saint-Michel (Abtei)

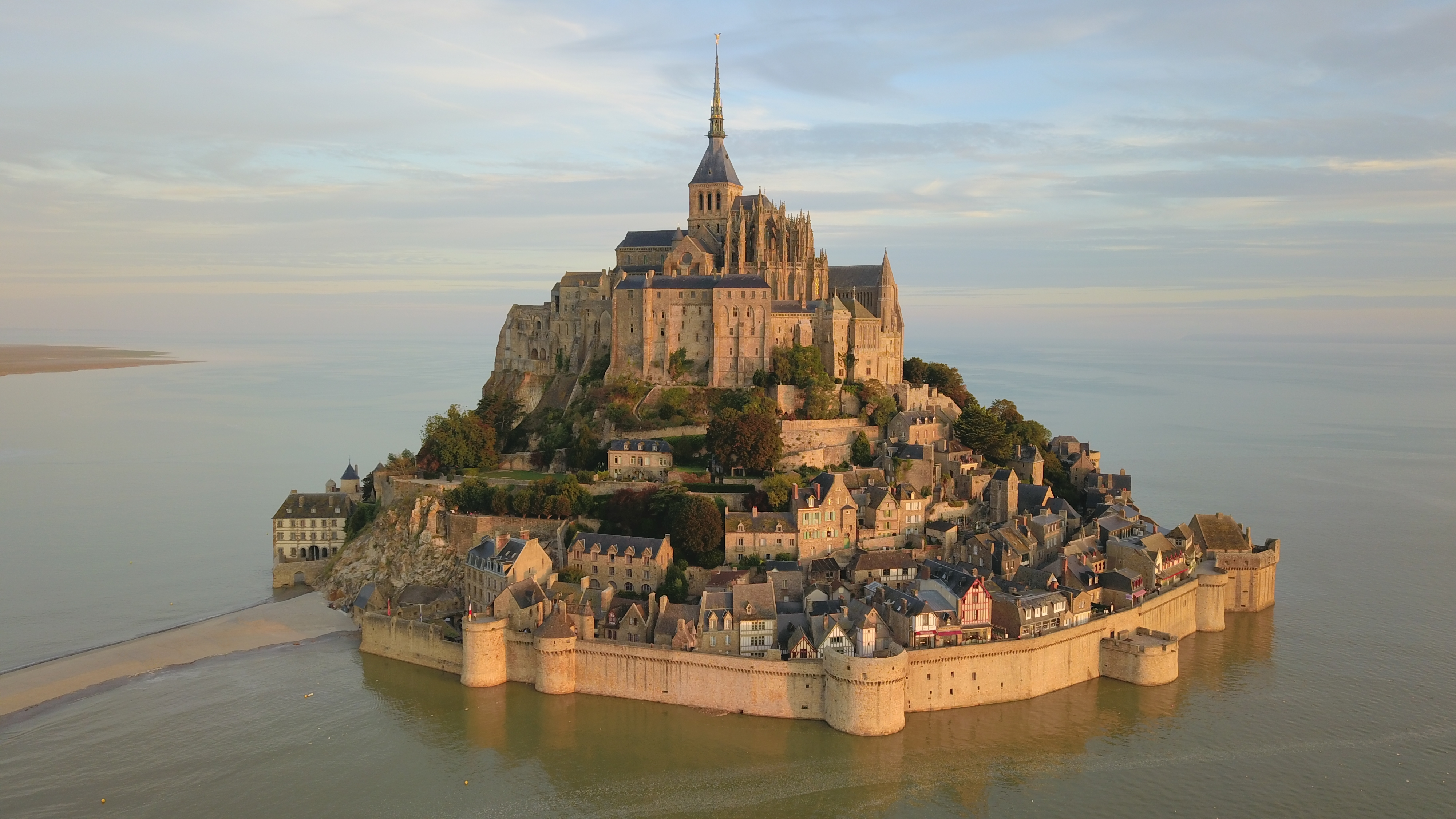
Mont-Saint-Michel

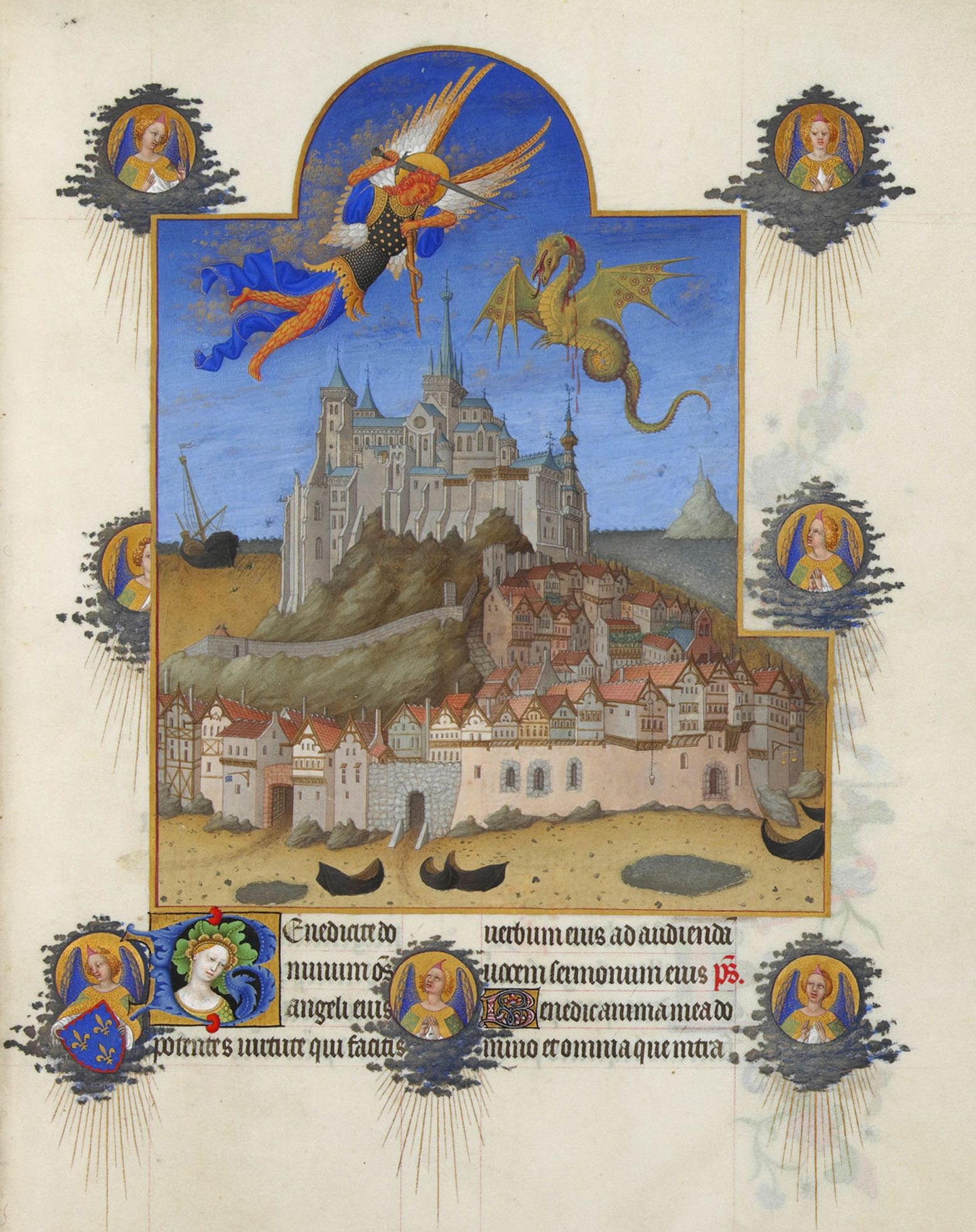
Buchmalerei mit Darstellung des Mont-Saint-Michel bei Ebbe aus den Très Riches Heures du Duc de Berry (um 1415). Zu sehen sind der Mitte des 15. Jh. abgerissene romanische Chor der Kirche sowie die beiden im 18. Jh. zerstörten Westtürme, deren Brüstungen darauf schließen lassen, dass sie auch als Wachtürme geplant waren und zumindest zeitweise auch so genutzt wurden. Über der Bergspitze kämpft der Erzengel Michael mit Schwert und Stab gegen einen Lindwurm mit Fledermausflügeln.

Mont-Saint-Michel ist eine ehemalige Abtei der Benediktiner in Frankreich. Sie liegt auf der gleichnamigen Klosterinsel in der Region Normandie im Département Manche auf dem Gemeindegebiet von Le Mont-Saint-Michel, südwestlich von Avranches.
Die Bauten der Abtei Mont-Saint-Michel wurden weitgehend gleichzeitig mit den gotischen Kathedralen errichtet und immer wieder verändert. Es war eines der umfangreichsten, schwierigsten und kostspieligsten Bauprojekte des gesamten Mittelalters.
Jährlich besuchen ca. 3,5 Millionen Menschen den Berg. Die Bauten auf dem Mont-Saint-Michel gehören zum kulturellen Erbe Europas. Seit 1979 sind sowohl der Klosterberg als auch die umgebende Bucht Teil des UNESCO-Welterbes.
Auf dem Berg leben Ordensfrauen der Monastischen Gemeinschaften von Jerusalem. Die Wallfahrtsseelsorge wird durch die Gemeinschaft Sankt Martin ausgeübt.

## Geschichte
Im Jahr 708 wurde Bischof Aubert von Avranches in einem Traum vom Erzengel Michael aufgefordert, eine Kirche für ihn zu bauen, was er nach einigem Zögern auch in die Wege leitete. Um die notwendigen Reliquien zu erhalten, wurden Abgesandte nach Monte Sant’Angelo geschickt, dem bedeutendsten Michaels-Kloster Italiens.
Zunächst wurde wohl nur ein einfacher Bau errichtet, von dem sich nur Reste einer Granitmauer in der im 10. Jahrhundert erbauten Kirche Notre-Dame-sous-Terre erhalten haben. Im Jahre 966 wurden die bisher für den Berg und seine Reliquien verantwortlichen Mönche durch 30 Benediktiner aus der Abtei Saint-Wandrille abgelöst. Von nun an ging es langsam aufwärts mit dem Kloster; um das Jahr 996 wurde hier die Hochzeit zwischen dem normannischen Herzog Richard II. und Judith de Bretagne gefeiert.
Im 11. Jahrhundert begann der Neubau. Er wurde 1204 durch bretonische Truppen gebrandschatzt. Die nachfolgenden Restaurierungs- und Neubauarbeiten dauerten über 300 Jahre und wurden auch während des Hundertjährigen Kriegs (1337–1453) nicht unterbrochen. In diese Zeit fällt die Umgestaltung von Berg und Abtei zu einem Festungsbauwerk, das sowohl den Engländern als auch den protestantischen Angriffen während der Hugenottenkriege (1562–1598) standhielt. 
König Ludwig XI. erhielt von den Mönchen die Möglichkeit,  Räumlichkeiten als Gefängnis zu nutzen. Dafür erhielten sie für jeden Gefangenen ein Unterhaltsgeld. Politische Gegner ließ der König hier einsperren, auch in seinem an der Decke hängenden berüchtigten Eisenkäfig. Die Praxis, Gegner der Staatsgewalt hier in der Abtei einzusperren, wurde von späteren Machthabern fortgesetzt. Inhaftierungen erfolgten oft ohne Gerichtsurteil. Für wohlhabende Häftlinge wurden komfortable Zellen eingerichtet. 
Die Fassade der Abteikirche wurde gegen Ende des 18. Jahrhunderts in zeitgenössischen Stilformen erneuert.
In der Französischen Revolution wurden am 13. Februar 1790 Orden verboten und die Abtei aufgelöst. Die Abteigebäude dienten bis in die Mitte des 19. Jahrhunderts als Gefängnis – insbesondere für politische Häftlinge. Napoleon machte den Berg zum Zentralgefängnis für Häftlinge mit langjährigen Haftstrafen. Aufseher und Soldaten einer hier stationierten Einheit bewachten sie. Öffnungen wurden vergittert und bis zu 600 Frauen und Männer untergebracht. Dazu wurden Umbauten durchgeführt und unter anderem im Refektorium in der Kirche Zwischendecken eingezogen. Darunter wurden Werkstätten eingerichtet. In den Kapellen entstanden Webereien und Schuhmeistereien. Der Rittersaal wurde zur Spinnerei umfunktioniert. Die Haftbedingungen waren schwierig. Da die Hygiene vom Wassermangel geprägt war, wurde die Krypta zur Zisterne gemacht.
Da die Abtei als "romantischer Ort" viele Besucher hatte, ließ einer der Direktoren einen Führer zur Besichtigung des Gefängnisberges drucken. Victor Hugo prangerte nach einem Besuch die "erbärmlichen" Zustände an sowie die Respektlosigkeit, auf der Spitze der Abteikirche einen Telegraphen zu installieren. Durch kaiserliches Dekret vom 20. Oktober 1863 wurde das Gefängnis geschlossen.
Die Baugeschichte der Abtei und die zeitliche und räumliche Zuordnung der Bauteile ist äußerst komplex (Claude Quétel spricht von einem „verschachtelten Baukonglomerat“).
Seit 1966, dem Jahr der Jahrtausendfeier der Benediktiner-Abtei des Mont, gibt es hier wieder Ordensleute. Sie erhielten Wohnmöglichkeit im nach Süden gelegenen Abtgebäude, die gesamte Klosteranlage blieb jedoch in staatlicher Hand. Es leben Brüder und Schwestern der Gemeinschaften von Jerusalem in dem Kloster. Für die Wallfahrtsseelsorge ist seit 2022 die Gemeinschaft Sankt Martin verantwortlich.

## Architektur
Die – in Stilformen der Romanik, der Gotik und des Klassizismus errichteten – Klosterbauten auf dem Mont-Saint-Michel wurden bereits im Mittelalter als merveille („Wunder“) bezeichnet, da sich kaum jemand vorzustellen vermochte, wie auf der Spitze eines Berges ein derart gewaltiger Gebäudekomplex in drei Ebenen geplant und errichtet werden konnte.
Für nahezu alle Bauten auf dem Klosterberg wurde Granit verwendet, den man auf kleineren benachbarten Felseninseln (Îles Chausey) brach, dort grob bearbeitete und mittels Flößen, Booten und Lastkähnen herbeischaffte; die Feinarbeiten erfolgten vor Ort. Aus dem äußerst wetterbeständigen Granit ließen sich jedoch keine feingearbeiteten Skulpturen herstellen, daher mangelt es dem gesamten Bau an bildhaftem Schmuck. Lediglich einige – vor salzhaltigem Regen und Wind geschützte – Bauteile im Chor der Abteikirche sowie im Kreuzgang sind aus dem leichteren und feiner zu bearbeiteten Kalkstein aus der Umgebung von Caen gefertigt, der ebenfalls herantransportiert werden musste.

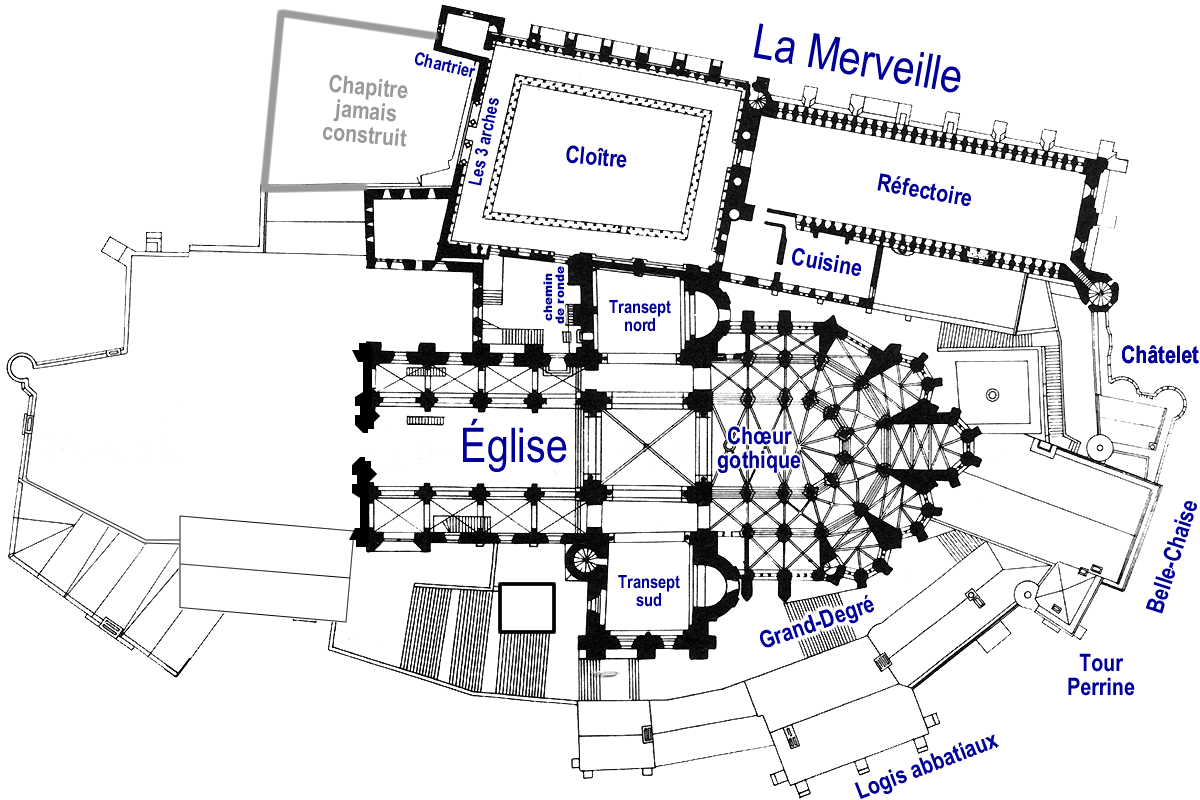
Plan der oberen Ebene (Abteikirche, Kreuzgang und Refektorium mit Küche)

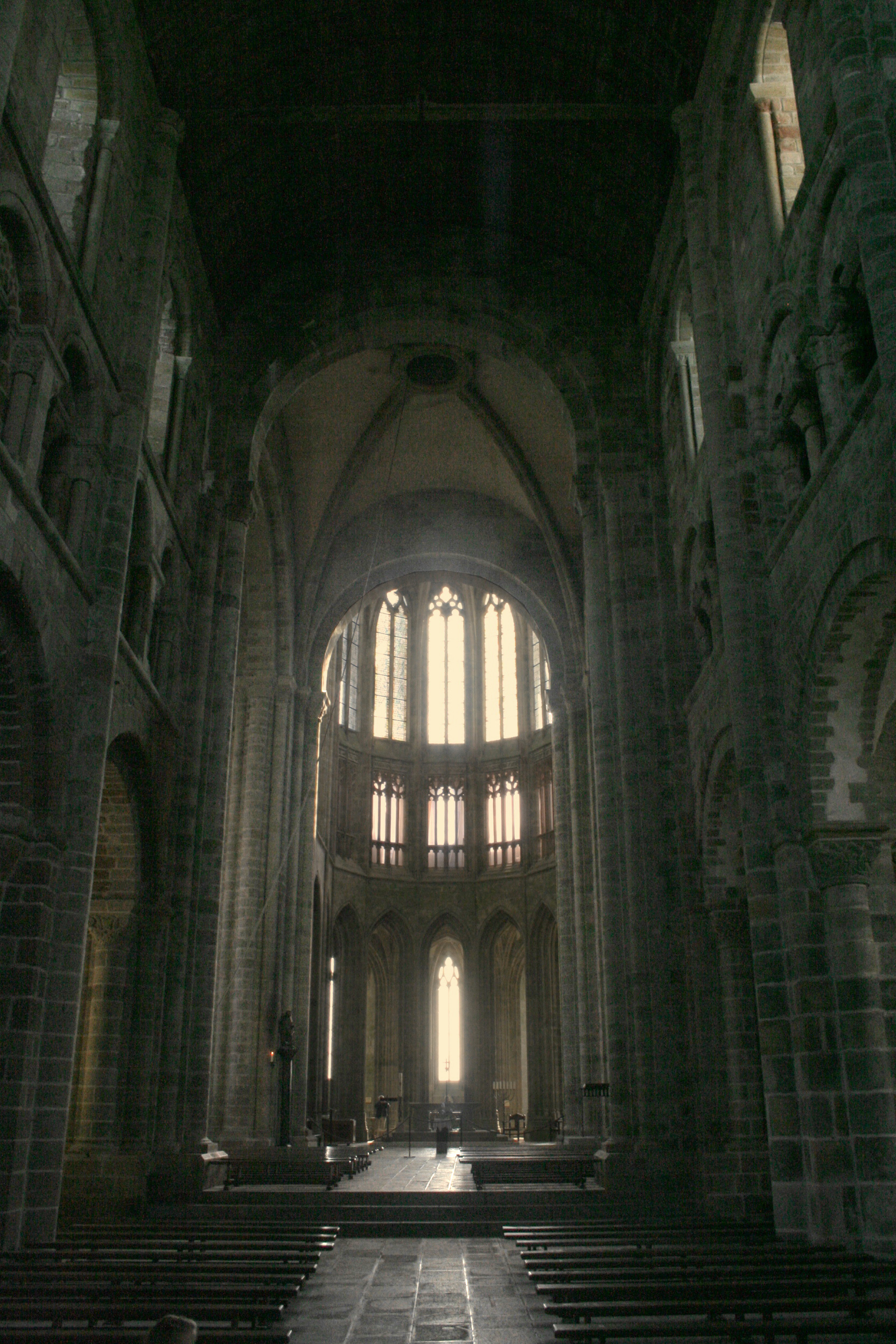
Abteikirche (romanisches Langhaus; spätgotischer Chor mit Arkadenzone, Triforium und Obergaden)

### Abteigebäude (obere Ebene)

#### Abteikirche
Die Arbeiten an der ursprünglich siebenjochigen (heute nur noch vierjochigen) Kirche (franz. l’abbatiale = „Abteikirche“) wurden im Jahr 1023 begonnen; 61 Jahre später war die frühromanische Kirche mit ihrem dreigeschossigen Wandaufriss (Arkaden, Emporen, Fensterzone) fertiggestellt; sie gehört somit zu den frühesten Bauten der normannischen Sakralarchitektur in Frankreich. Wie damals europaweit üblich (Vgl. Michaeliskirche in Hildesheim) wurde das Langhaus nur mit einem einfachen hölzernen Gebälk – vielleicht mit abgehängter Decke – ausgestattet (das heutige Holzgewölbe stammt aus dem 19. Jahrhundert). Chor und Querhaus des romanischen Baues wurden durch steinerne Tonnengewölbe architektonisch hervorgehoben; die Seitenschiffe hatten durchgängig Kreuzgratgewölbe. Dominierender Bauteil des Sakralbaues war ein alles überragender – möglicherweise ursprünglich zum Kircheninnern hin offener – Vierungsturm (Laternenturm), der aber bereits im Jahr 1103 einstürzte und dabei Teile des nördlichen Seitenschiffs beschädigte. Turm und Langhauswand wurden innerhalb kurzer Zeit und in ähnlicher Manier wiederaufgebaut; kleinere Unterschiede zwischen Nord- und Südwand sind allerdings erkennbar: So werden die Joche auf der Südseite jeweils von einem großen, bis über die oberen Fenster geführten Blendbogen eingefasst; die Laibungen der Fensterwölbungen im Obergaden auf der Nordseite sind – zwecks besserer Belichtung – abgeschrägt. Die Vierung wurde durch mächtige Bündelpfeiler verstärkt und mit einem Rippengewölbe stabilisiert.
Ob der romanische Chor im 15. Jahrhundert Bauschäden zeigte oder gar einstürzte, oder ob er – wie in vielen anderen Fällen auch – absichtlich durch einen Neubau (1446–1521) im spätgotischen Stil ersetzt wurde, ist unklar. Der Chor der Abteikirche – im Innern aus hellem Kalkstein, außen aus Granit erbaut – mit seinem durchlichteten Triforium zählt zu den schönsten Choranlagen der Normandie.
Nach einem Blitzeinschlag im Jahre 1776, vielleicht auch schon früher, zeigte die ehemals doppeltürmige Westfassade, über deren mittelalterliches Aussehen (abgesehen von der Buchmalerei im Stundenbuch des Herzogs von Berry) nur wenig bekannt ist, Risse, deshalb wurden – im Zeitalter der Aufklärung – die drei westlichen Langhausjoche mitsamt der Zweiturmfassade niedergelegt und nicht wieder aufgebaut. Stattdessen wurde die Kirche im Westen mit einer turmlosen und – wegen des Fehlens jeglichen Dekors – streng wirkenden Fassade im klassizistischen Stil geschlossen. Der heutige Vorplatz der Kirche ist somit etwa dreimal so groß wie im Mittelalter.

#### Dormitorium
Der mittelalterliche Schlafsaal der Mönche schloss unmittelbar nordwestlich an die Abteikirche an. Die Mönche konnten ihn nur nach Durchquerung eines kleinen Hofes von der Kirche aus erreichen. Dazu mussten sie ein kleines Portal im nördlichen Seitenschiff der Kirche benutzen. Das Dormitorium wurde seit dem 16. oder 17. Jahrhundert nicht mehr benutzt und in wesentlichen Teilen beim Abriss der westlichen Kirchenjoche zerstört. Die verbliebenen Reste dienen heute als – für Besucher nicht zugängliche – Sakristei.

#### Refektorium

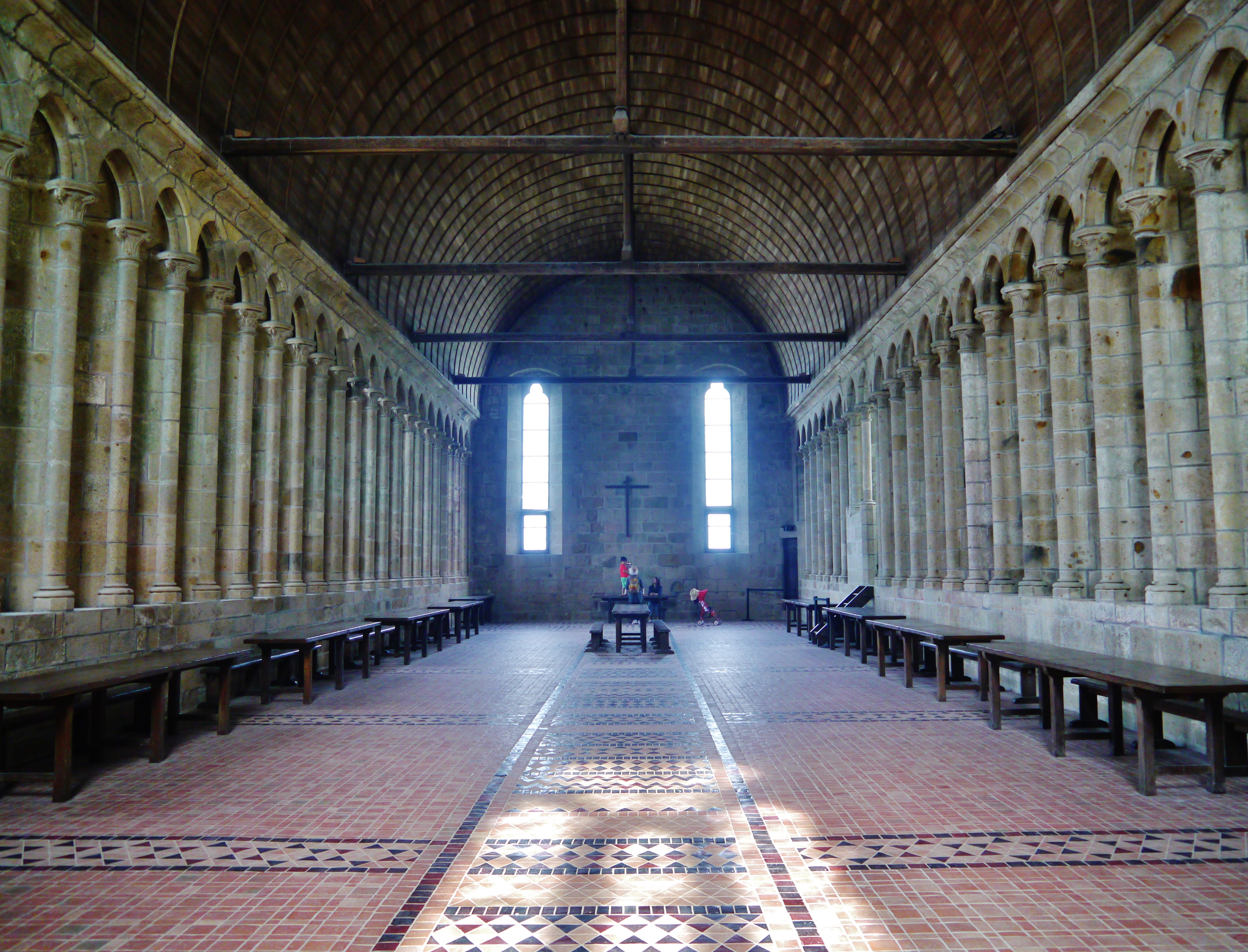
Mönchsrefektorium; die engen seitlichen Fensterarkaden sind bestens geeignet, Winddruckkräfte aufzufangen.

Das im 13. Jahrhundert oberhalb des Gästesaals auf der Nordseite der Kirche erbaute Mönchsrefektorium gehört zu den architektonischen Höhepunkten der Abtei. Es hat über 50 Fenster, von denen beim Betreten des Raums allerdings nur die beiden in der Ostwand sichtbar sind – alle anderen verbergen sich in den Tiefen der Seitenwände, die wie eine enggestaffelte, beinahe unendliche Arkadengalerie wirken. Man kann vermuten, dass diese außergewöhnliche Lösung weniger aus ästhetischen Gründen gewählt wurde, sondern in erster Linie der Stabilisierung der Außenwände gegen Winddruck geschuldet ist. Keines der Fenster des Refektoriums hat Maßwerkfüllungen im Bogenbereich – dieses Schmuckelement blieb lange Zeit allein Sakralbauten (Kirchen und Burgkapellen) vorbehalten. In einem der Bögen auf der Südseite verbirgt sich ein erhöhter Sitz, von dem aus ein Mitbruder den Mönchen während der Mahlzeiten vorlas. Der – nicht beheizbare – etwa 10 Meter breite und ca. 30 Meter lange Raum ohne Mittelstützen hatte zu keiner Zeit ein steinernes Gewölbe, sondern immer nur ein hölzernes Gebälk; im Verlauf der umfangreichen Restaurierungen des 19. Jahrhunderts wurde er mit einem – von Zugankern zusammengehaltenen – Holzgewölbe überspannt. Die Akustik ist außergewöhnlich gut, deshalb wird der Raum auch für Konzertveranstaltungen genutzt.
Die Abteiküche schließt sich unmittelbar südlich an das Refektorium an. Ihre beiden – wie runde Türme wirkenden – Schornsteine sind vom Kreuzgang aus zu sehen; ein weiterer Turm mit Spitzhelm hat eine Wendeltreppe im Innern und dient als Treppenaufgang zum Dach.

#### Kreuzgang

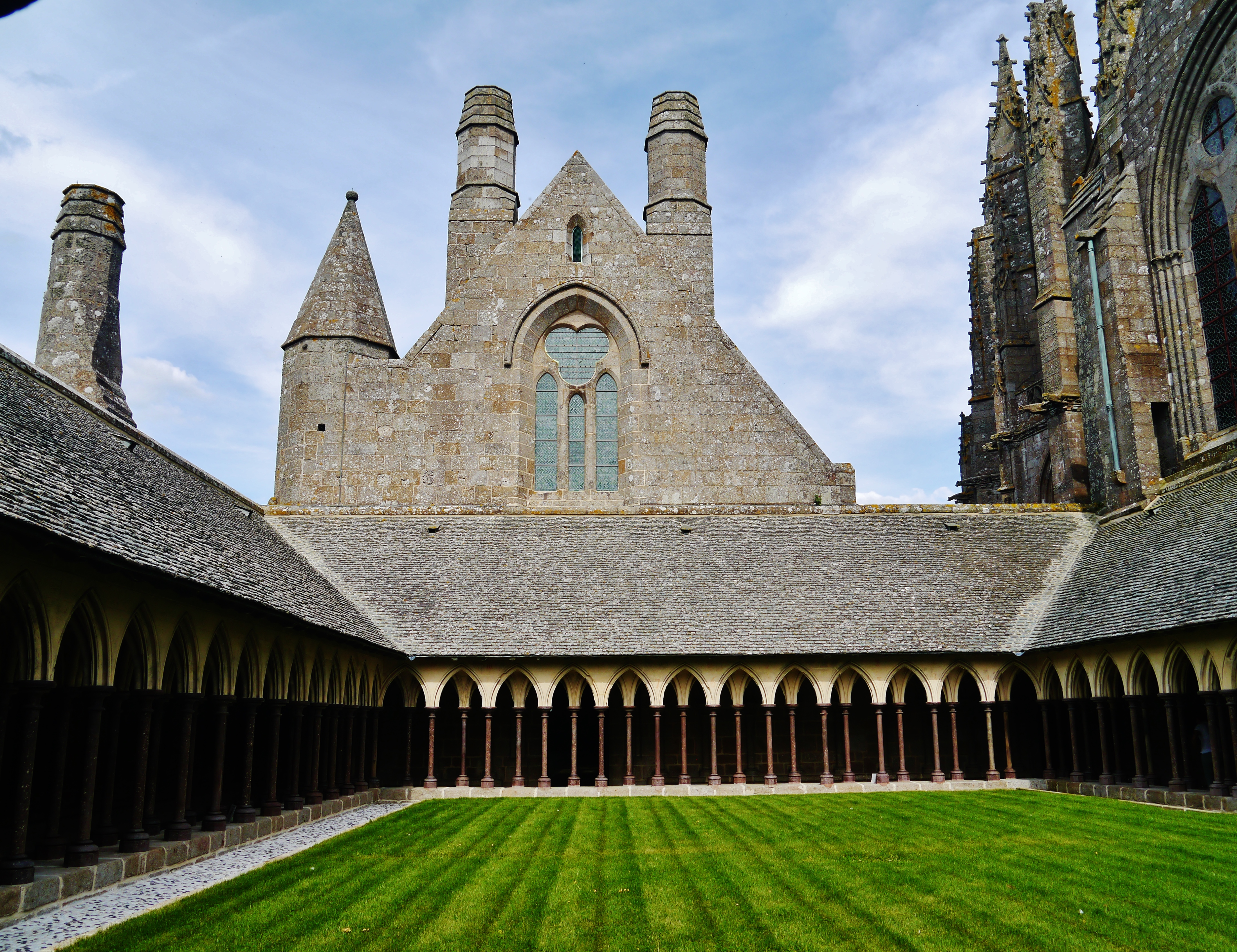
Kreuzgang und Blick auf das Refektorium mit den Schornsteinen der Küche

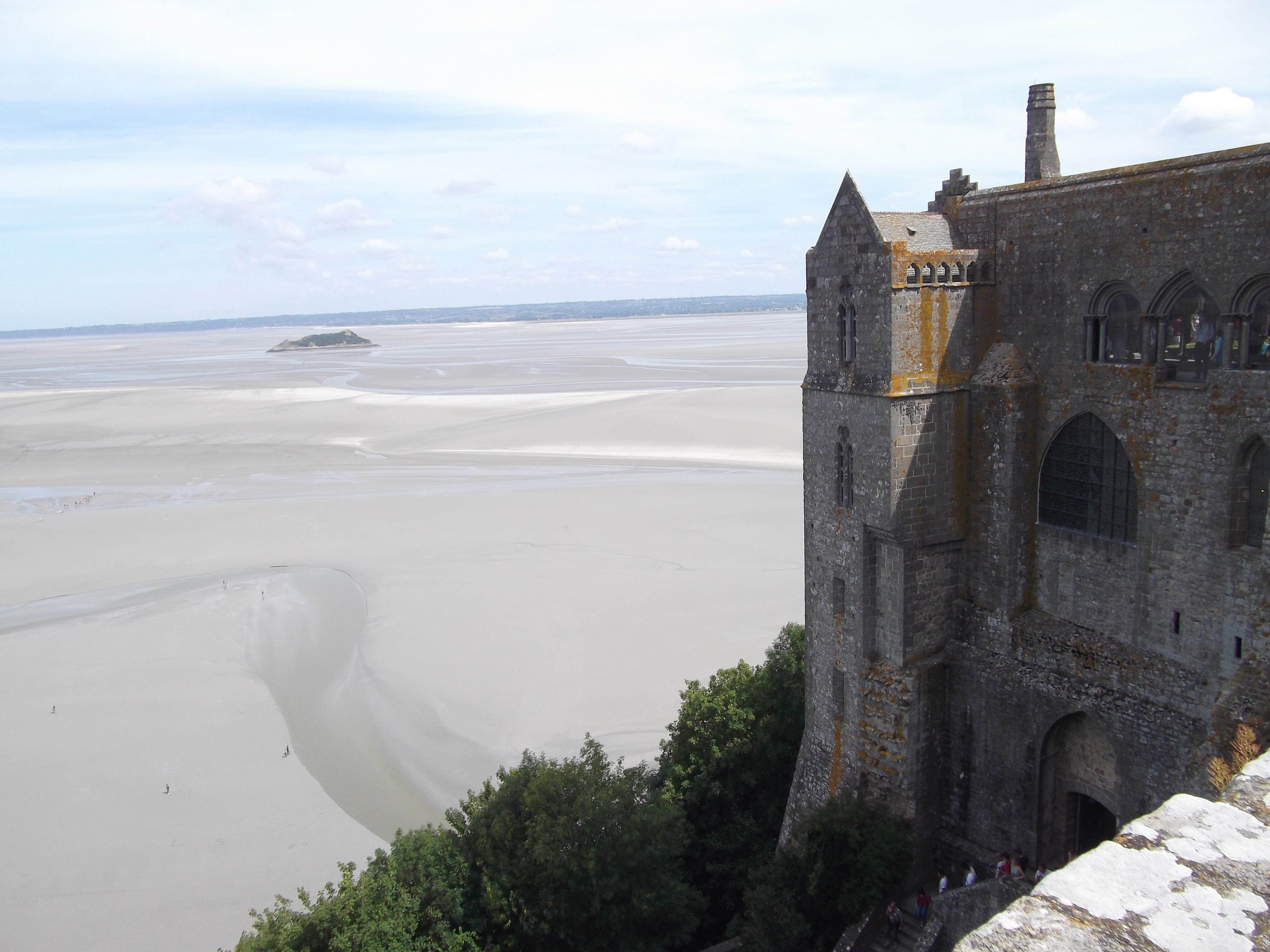
Blick vom Kreuzgang der Abtei über das Watt

Auch der von 1225 bis 1228 oberhalb des Rittersaales errichtete, leicht trapezförmige Kreuzgang (cloître) gehört zu den wundersamen architektonischen Spielereien des Klosters. Die schlanken (Doppel-)Säulen sind – anstatt nebeneinander- bzw. gegenüberliegend – versetzt gestellt; optisch ergeben sich so dreidimensionale, in die Tiefe gestaffelte überschneidende Bögen – ein typisch normannisches, aus der islamisch geprägten normannischen Architektur Siziliens übernommenes Architekturdekor, das sich an vielen Sakralbauten der Normandie und in England findet, hier jedoch in einzigartiger Weise neu interpretiert wurde. Die aus Kalkstein gefertigten Bögen sind reich mit figürlichen und vegetabilischen Darstellungen geschmückt.
Nur sehr wenige Säulen des Kreuzgangs sind noch original; die meisten wurden im Rahmen einer umfassenden Restaurierungsmaßnahme im 19. Jahrhundert ersetzt. Der gesamte Kreuzgang ist aus statischen Gründen nur mit einem vergleichsweise leichten Holzgewölbe überdacht.

#### Archiv
In einem kleinen – für Besucher unzugänglichen – Gebäude in der nordwestlichen Ecke des Kreuzgangs befindet sich heutzutage das Archiv (chartrier) der Abtei, in dem Dokumente zur Geschichte der Abtei, aber auch Besitzurkunden aufbewahrt werden.

#### Kapitelsaal
Im Westen des Kreuzgangs sollte sich der Kapitelsaal anschließen, dessen Substruktionen jedoch nie gebaut wurden. Ein ins Leere führendes – allerdings durch Sicherheitsglas verschlossenes – Portal mit seitlichen Begleitfenstern erinnert noch heute an diese Planidee. Die üblicherweise in einem Kapitelsaal abgehaltenen Beratungen der Mönche zu überwiegend weltlichen Themen (Verwaltung der Geldmittel, Bauplanung, Einteilung der Arbeiten, Aufnahme von Novizen usw.) mussten somit in anderen Räumen der Abtei stattfinden.

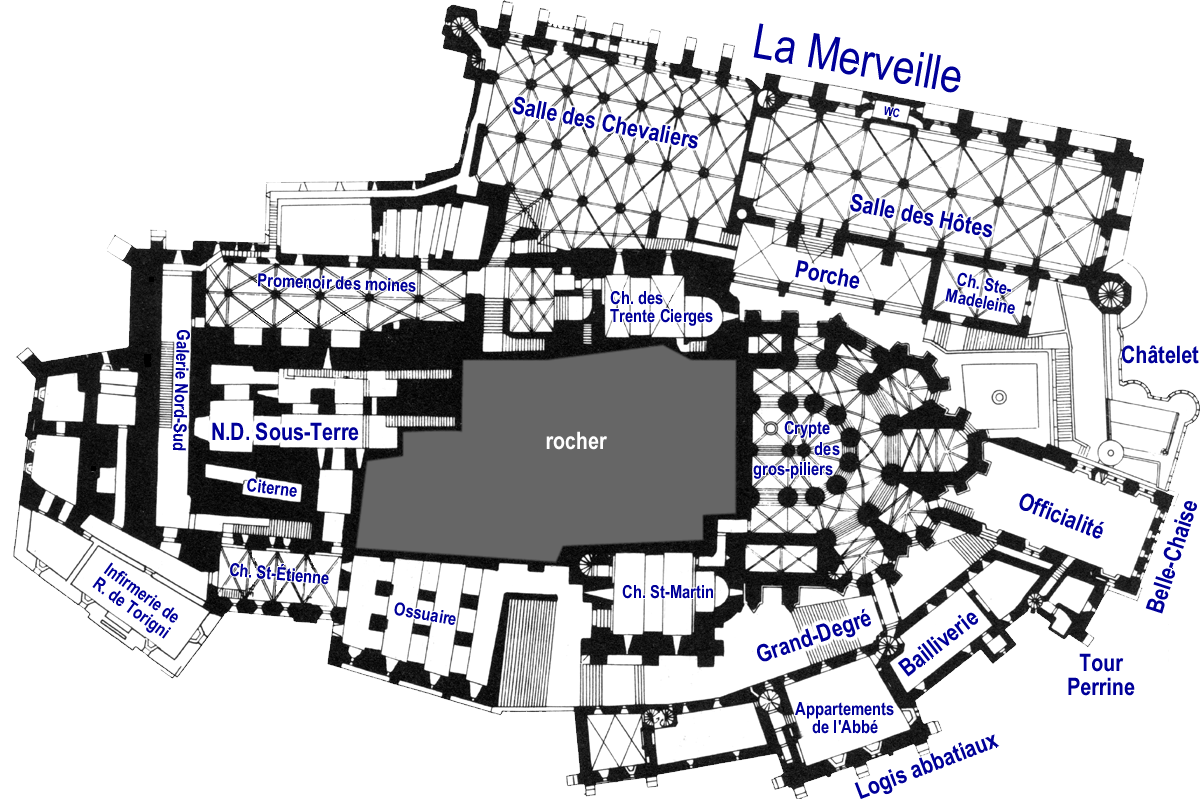
Plan der mittleren Ebene (Unterkirche, Rittersaal, Gästesaal etc.)

### Abteigebäude (mittlere Ebene)

#### Wandelsaal der Mönche
Der sogenannte Wandelsaal der Mönche entstammt dem späten 11. Jahrhundert und diente wohl ursprünglich als einfacher Kreuzgang. Ob die fünf monolithischen Mittelsäulen und das aufruhende Rippengewölbe allerdings zur originalen Bausubstanz gehören, ist eher unwahrscheinlich. Wenn es so wäre, gehörte das Gewölbe (neben Durham, Speyer und evtl. Lessay) zu den frühesten bekannten Rippengewölben des Mittelalters. Die Nordseite des Raumes hat mehrere kleine Fensteröffnungen mit abgeschrägten Laibungen zur besseren Belichtung. Oberhalb lag das ehemalige Dormitorium.

#### Kapelle der 30 Kerzen
Östlich des Wandelsaals der Mönche, unter dem nördlichen Querhausarm der Abteikirche, befindet sich die „Kapelle der 30 Kerzen“, ein einfacher Bau aus dem 11. Jahrhundert in frühromanischen Formen.

#### Notre-Dame-sous-Terre
Die einfache alte Klosterkirche aus dem 10. Jahrhundert passte nicht so recht ins Plankonzept des Neubaus, konnte aber wegen ihrer Funktion als Kirche während der Bauarbeiten nicht abgerissen werden. Deshalb befindet sie sich zwischen der mittleren und der unteren Ebene. Nach der Fertigstellung der neuen Abteikirche wurde der gesamte Raum zugeschüttet und erst im 19. Jahrhundert wiederentdeckt und leergeräumt. Der heutige Raum wird von mächtigen Mittelpfeilern in zwei Schiffe unterteilt, an deren östlichem Ende jeweils ein Altar steht.

#### St. Martins Kapelle
Die einschiffige und völlig schmucklose frühromanische Kapelle wurde im 11. Jahrhundert gebaut und befindet sich unter dem südlichen Querhausarm der Abteikirche. Das hinter dem Altar gelegene kleine Ostfenster lässt wegen nachträglicher Baumaßnahmen nur spärliches Licht in den Raum.

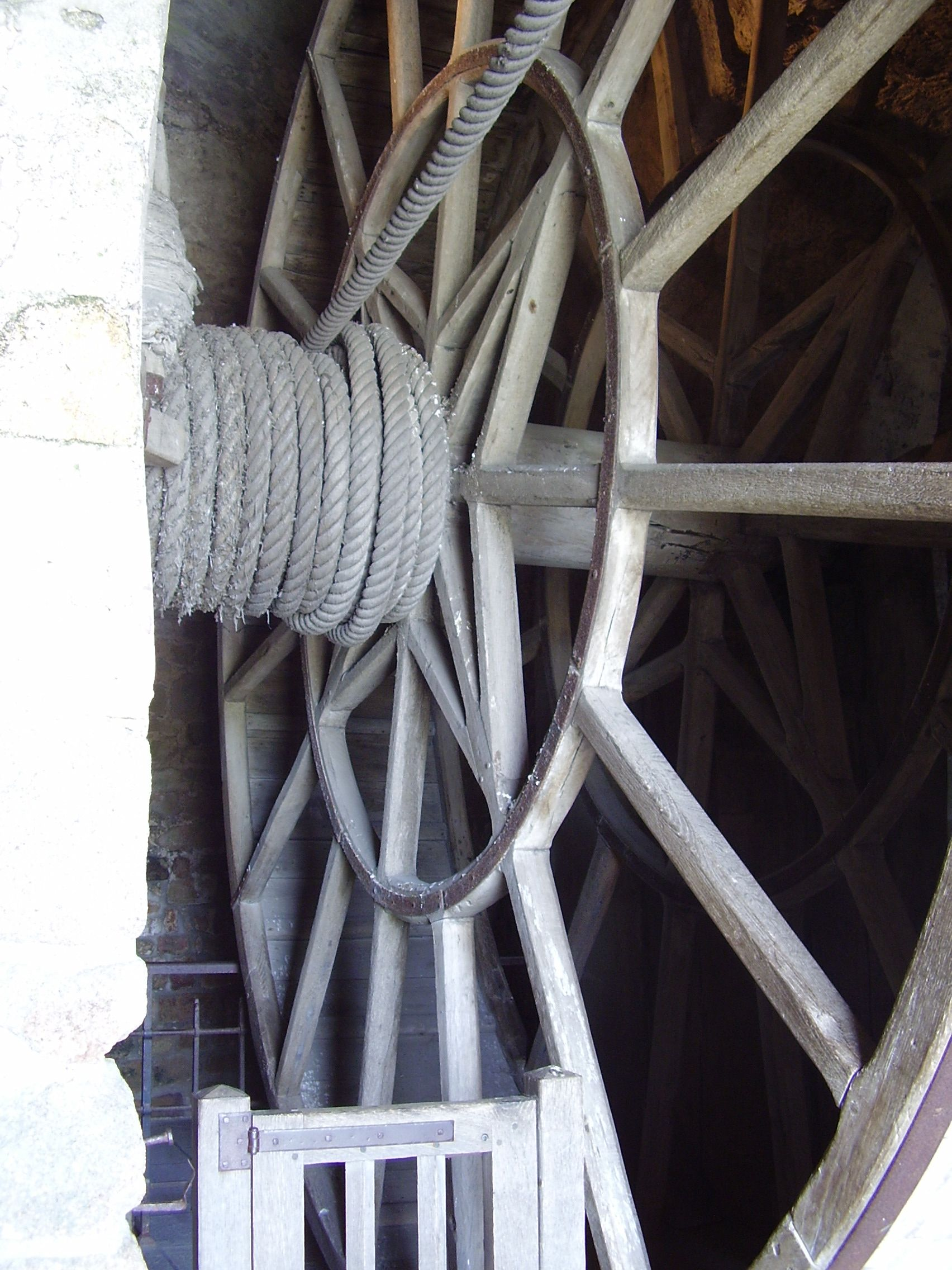
Laufrad, Rekonstruktion aus dem 19. Jh.

#### Tretrad und Schrägaufzug
Für den Bau des „Merveille“ unverzichtbar war der mittelalterliche Schrägaufzug, auf dem mit Hilfe eines auf Rollen laufenden hölzernen Schlittens das Baumaterial (Steine, Mörtel, Holz, Schiefer, Eisen, Blei usw.), aber auch Werkzeug und Mobiliar vom Fuße des Berges nach oben gezogen wurde. Das heutige Tretrad stammt aus dem frühen 19. Jahrhundert und ist über eine Seilwinde mit dem Schlitten des Schrägaufzugs verbunden. Ob es bereits im Mittelalter ein ähnliches Laufrad gegeben hat (was wahrscheinlich ist) oder ob die schweren Lasten von vielen Männern mittels Seilen und Muskelkraft über die Schräge hinaufgezogen wurden, ist nicht überliefert.

#### Krypta der dicken Pfeiler
Die im Jahre 1446 begonnene (und wegen der hier herrschenden Dunkelheit selten genutzte) spätgotische Unterkirche mit ihren mächtigen Rundpfeilern ohne Kapitelle, innerhalb derer sich noch die romanischen Säulen befinden, trägt das Gewicht des darüber befindlichen, ebenfalls spätgotischen, aber bedeutend feiner gearbeiteten, Chors der Abteikirche. Trotz der massiven Rundpfeiler wirkt der Raum wegen seiner profilierten spätgotischen Gewölberippen, die wie Astwerk aus den Pfeilern herauszuwachsen scheinen, nicht unelegant.

#### Zisterne
Hinter dem Chor der Unterkirche befindet sich eine Zisterne zur Speicherung von Regenwasser, das von den Dächern des Chores und der Abteikirche hierhin abgeleitet wurde. In der Bucht des Mont-Saint-Michel fällt zwar ausreichend Regen, der jedoch ohne eine Zisterne auf der Bergspitze nicht zur Verfügung stand. Einen Brunnenschacht durch den harten Fels zu treiben war viel zu aufwendig; außerdem hätte man wohl nur versalzenes Wasser zutage fördern können.

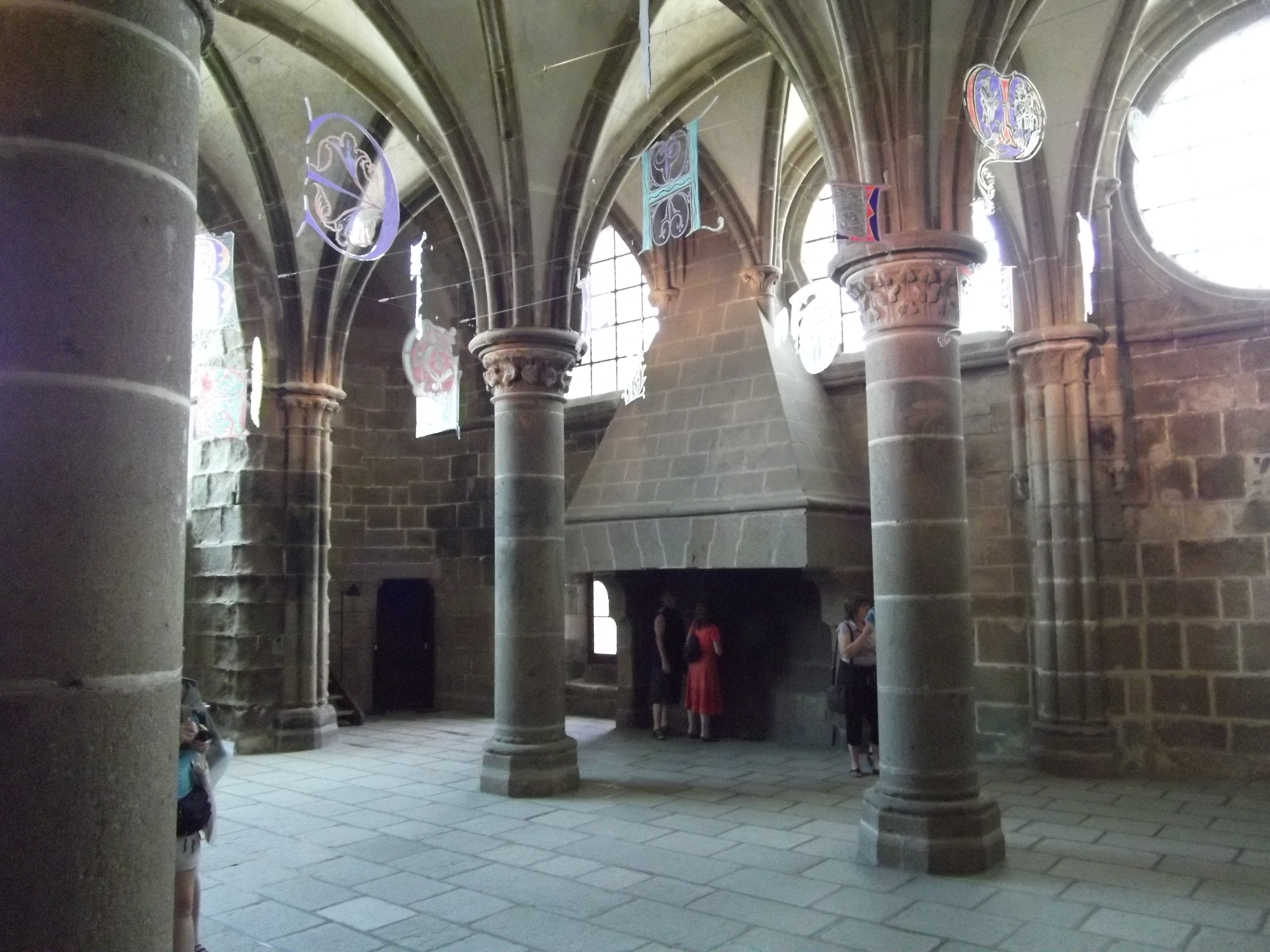
Blick in den Rittersaal

#### Rittersaal
Bei dem sogenannten Rittersaal aus dem frühen 13. Jahrhundert handelt es sich wahrscheinlich um das ehemalige Skriptorium des Klosters. Aufgrund der Erfindung des Buchdrucks im ausgehenden Mittelalter funktionslos geworden, diente der große (26 × 18 Meter) – durch drei Säulenreihen viergeteilte und mit einem schönen Rippengewölbe versehene – Raum mit seinen zwei großen Wandkaminen später wohl tatsächlich als repräsentativer Kapitel- oder Empfangssaal. Oberhalb des Rittersaals befindet sich der Kreuzgang.

#### Gästesaal
Östlich des Rittersaals und oberhalb des Almosensaals liegt der von sechs schlanken Säulen in zwei Schiffe geteilte 35 Meter lange Gästesaal mit zwei großen Kaminen in der Südwand und einem schönen Rippengewölbe. Anlässlich hier stattfindender Bankette wurde der Saal durch einen Teppichvorhang zweigeteilt: Ein Teil diente als Küche, der andere als Speisesaal.

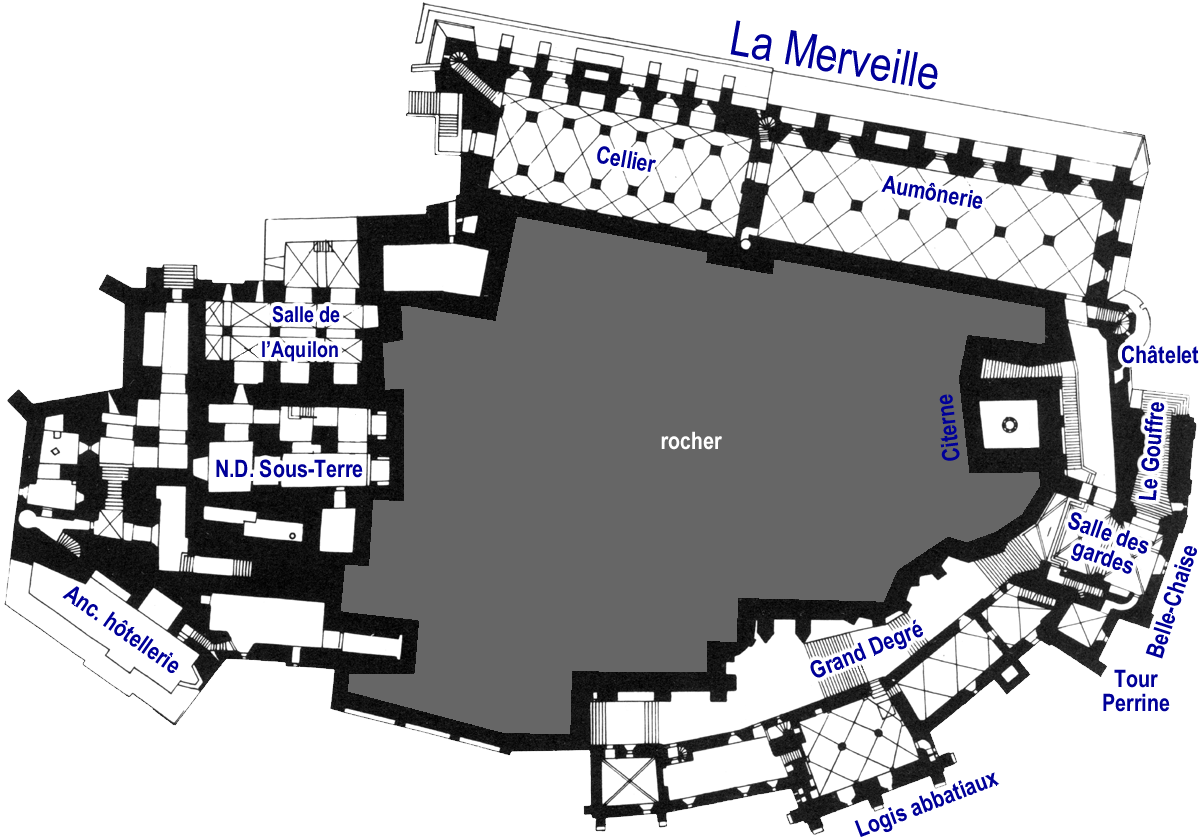
Plan der unteren Ebene (Aquilon-Krypta, Almosensaal, Vorratskeller etc.)

### Abteigebäude (untere Ebene)
Über die ursprünglichen Funktionen der Räume im Untergeschoss herrscht weitgehend Unklarheit. Es ist jedoch davon auszugehen, dass hier in der ersten Bauphase alle notwendigen Einrichtungen eines Klosters untergebracht waren: Kapitelsaal, Wandelgang, Dormitorium und Refektorium. Nach der Fertigstellung der oberen Ebenen wurden die Räume im Kellergeschoss anderen Zwecken zugeführt.

#### Aquilon-Krypta
Die sehr einfachen – mit mächtigen Gurtbögen unterzogenen – Kreuzgratgewölbe der nach dem Gott des Nordwindes benannten Aquilon-Krypta stammen noch aus dem frühen 11. Jahrhundert und ruhen auf dicken monolithischen Säulen mit schönen Kapitellen. Der Raum wurde lange Zeit als Krankensaal genutzt. Oberhalb befindet sich der Wandelsaal der Mönche.

#### Almosensaal
Der ebenfalls zweischiffige Almosensaal diente über Jahrhunderte als Speise- und Schlafraum für die beinahe täglich – und oft genug mit letzter Kraft – eintreffenden Pilger, unter denen auch Bettler gewesen sein mögen. Diese wurden hier von Hilfskräften (meist Konversen) des Klosters betreut. Oberhalb des mit gemauerten Säulen und einem Kreuzgratgewölbe versehenen Almosensaals liegt der Gästesaal.

#### Vorratskeller
Jede mittelalterliche Abtei benötigte einen Lagerraum (cellier) für regelmäßig benötigte und haltbare Vorräte aller Art (Wein, Mehl, Öl, Käse, Butter, Trockenfrüchte, Trockenfisch usw.). Möglicherweise wurde auch Wurzelgemüse (Karotten, Sellerie, Schwarzwurzeln usw.) in mit Erde gefüllten Kisten über den Winter eingelagert. Die Vorräte wurden zumeist von den Bauern und Fischern des Umlandes angeliefert und durch ein großes Fenster in der Nordwand des „Merveille“ emporgezogen. Unmittelbar daneben befanden sich die mit angeschütteter Erde betriebenen Abteigärten, die jedoch nur in mittelalterlicher Zeit wirklich genutzt und gepflegt wurden – auf der Nordseite und im Schatten des gewaltigen Klostergebäudes waren die Erträge einfach zu gering.
Der einfache, aber immerhin dreischiffige, Lagerraum hat quadratische gemauerte Pfeiler, auf denen solide Kreuzgratgewölbe ruhen. Oberhalb des Vorratskellers liegt der Rittersaal.

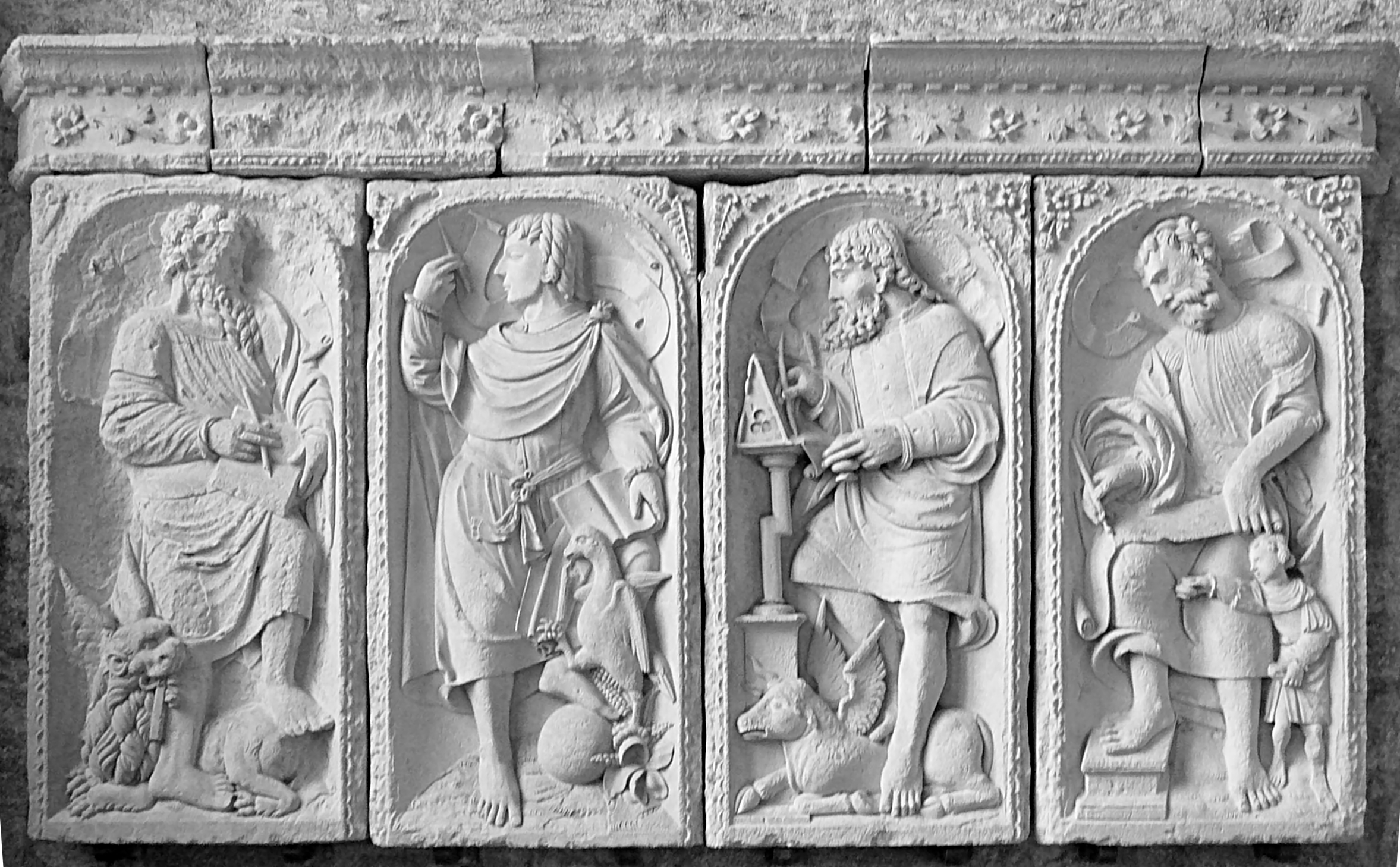
Kalksteinrelief der vier Evangelisten vom ehemaligen Lettner (Markus mit Löwe; Johannes, bartlos und mit Adler; Lukas mit Stier; Matthäus mit „Engel“). Zu beachten sind auch die unterschiedlichen Schreibgeräte und -haltungen.

## Ausstattung
Von der ehemals reichen Ausstattung der Abtei ist – nach den Plünderungen und Zerstörungen in der Zeit der Französischen Revolution und infolge der zahlreichen Umbauarbeiten – nur wenig erhalten geblieben. So sind auch die oben genannten Räumlichkeiten weitgehend ohne Mobiliar oder Wandbehänge. Einige aus Kalkstein gefertigte Bildreliefs des im Jahre 1547 entstandenen Renaissance-Lettners haben die Zeiten überdauert.

## Orgel

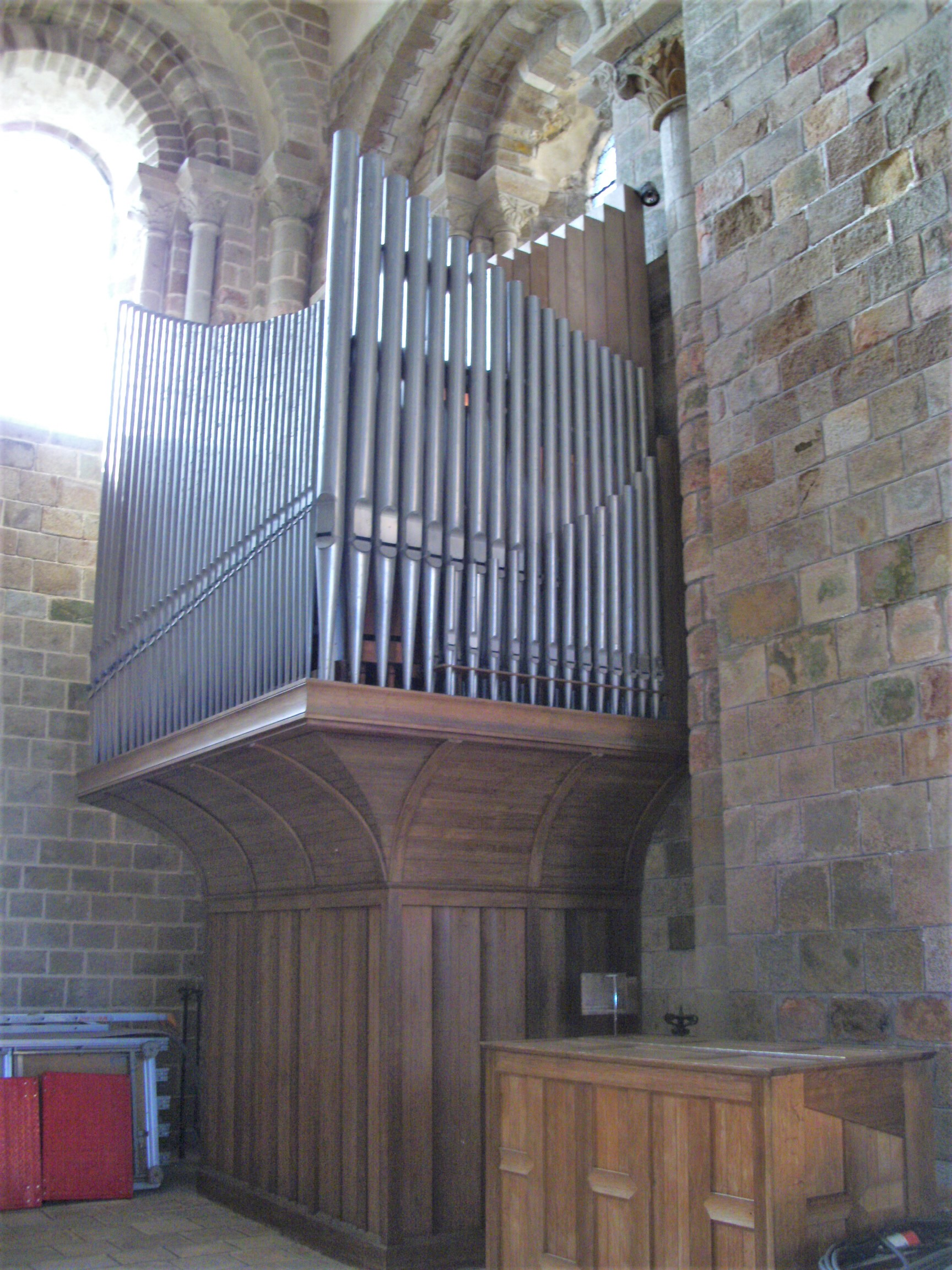
Orgel der Abteikirche

Die Orgel der Abteikirche wurde 1965 in der Firma Beuchet-Debièrre im südlichen Querhausarm erbaut. Sie besitzt 23 Register, verteilt auf zwei Manuale und Pedal. Das Instrument mit elektrischer Spiel- und Registertraktur weist folgende Disposition auf:
| I Grand Orgue C–g3 |                |    |
| 1.                 | Montre         | 8' |
| 2.                 | Bourdon        | 8' |
| 3.                 | Prestant       | 4' |
| 4.                 | Doublette      | 2' |
| 5.                 | Fourniture III |    |
| 6.                 | Cymbale III    |    |
| 7.                 | Cromorne       | 8' |

| II Récit expressif C–g3 |                    |       |
| 8.                      | Principal          | 8'    |
| 9.                      | Quintaton          | 8'    |
| 10.                     | Flûte              | 4'    |
| 11.                     | Flûte              | 2'    |
| 12.                     | Tierce             | 13/5' |
| 13.                     | Larigot            | 1/3'  |
| 14.                     | Fourniture III     |       |
| 15.                     | Cymbale-Tierce III |       |
| 16.                     | Bombarde           | 16'   |
| 17.                     | Trompette          | 8'    |
| 18.                     | Clairon            | 4'    |

| Pédale C–g1 |          |     |
| 19.         | Soubasse | 16' |
| 20.         | Bourdon  | 8'  |
| 21.         | Flûte    | 8'  |
| 22.         | Flûte    | 4'  |
| 23.         | Bombarde | 16' |

- Koppeln: II/I, I/P, II/P

## Bedeutung
Die Abtei des Mont-Saint-Michel ist einer der größten erhaltenen Baukomplexe des europäischen Mittelalters und eines der bekanntesten und meistbesuchten Monumente der Welt. Die Gebäude des Klosterberges gewähren Einblicke in die Aufgabenkomplexität einer mittelalterlichen Abtei, wie sie ansonsten in Frankreich – wegen der vielfältigen Zerstörungen während und nach den Hugenottenkriegen und der Revolutionszeit – nur noch im ehemaligen Zisterzienserkloster von Fontenay (Burgund) möglich sind.

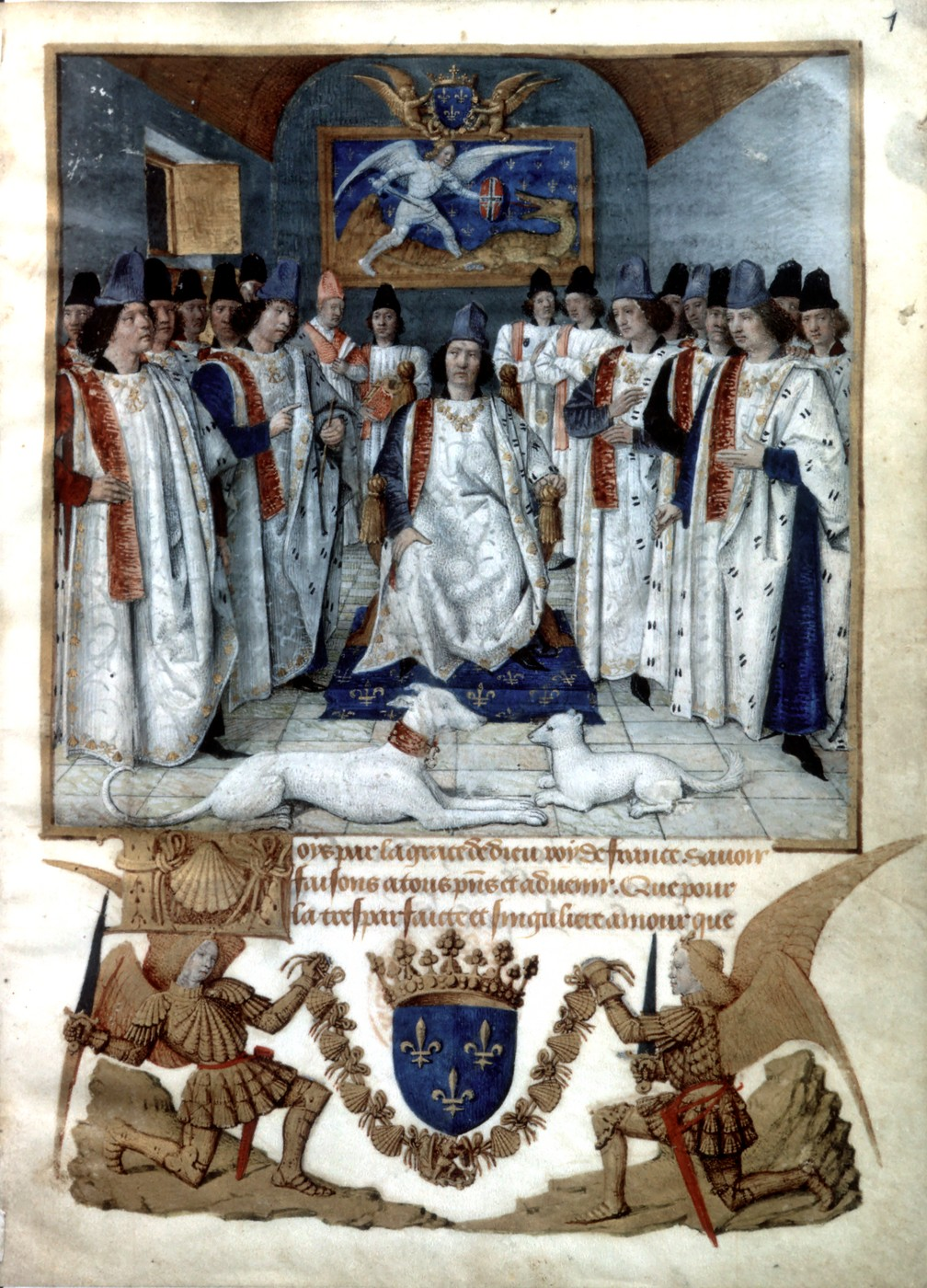
Ludwig XI. im Kreis der Ritter des Michaelsordens; Titelminiatur des für den König bestimmten Exemplars der Ordensstatuten von Jean Fouquet (1470). König und Ordensritter sind gleichermaßen mit Hermelinmänteln, roter Schulterschärpe und blauen Kappen bekleidet. Auf einem Bild im Hintergrund ist der Erzengel Michael – wie ein Ritter gerüstet und mit Schwert und Schild bewaffnet – als Drachentöter zu sehen.

## Ritterorden
Zu den Mont-Saint-Michel-Pilgern gehörten auch die französischen Könige Ludwig IX. (der Heilige), Philipp IV. (der Schöne), Ludwig XI., Karl VIII., Franz I. und Karl IX. König Ludwig XI. stiftete im Jahre 1469 den Michaelsorden (Ordre de Saint-Michel) und bestimmte den Klosterberg als Ordenssitz, doch fanden – wegen der abgelegenen Lage – Versammlungen der Ordensmitglieder dort niemals statt.
Der Michaelsorden stand in Konkurrenz zu anderen europäischen Ritterorden, vor allem zum englischen Hosenbandorden und zum burgundischen (später habsburgischen) Orden vom Goldenen Vlies, konnte allerdings deren Bedeutung nie erreichen und wurde im Jahr 1830 aufgelöst.

## Filme
- Mont Saint Michel: Das rätselhafte Labyrinth. Frankreich 2017. Gezeigt in „Arte“, 20. Juni 2020, 20:15–21:45. (Bauphasen, Nutzung).